# 法利亚韦斯村
法利亚韦斯村，是西班牙卡斯蒂利亚-莱昂萨莫拉省的一个市镇。 总面积21平方公里，总人口99人（2001年），人口密度5人/平方公里。